# 奥塞梯人

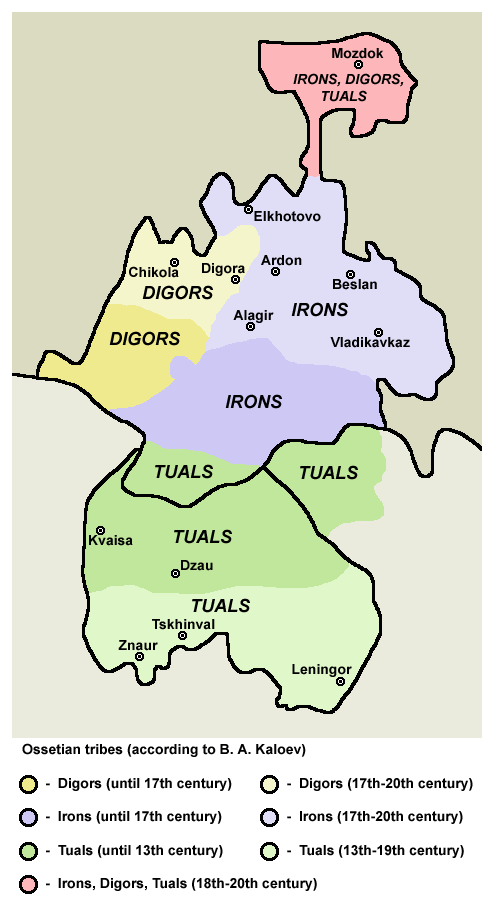

奥塞梯人主要居住在横跨大高加索山脈的奥塞梯地区，奥塞梯人母语为奥塞梯语（属于印欧语系印度-伊朗语族）。宗教方面，多数人信仰东正教，少部分人信仰伊斯兰教，民间还受传统泛灵论信仰的影响。

## 分布
奥塞梯人原分布于库班地区和北高加索，后向南扩散。今天，大多数奥塞梯人居住在包括北高加索和南高加索在内的两个奥塞梯，他们也被其称为“阿兰尼亚”。俄罗斯境内的北奥塞梯-阿兰共和国为其主要聚居区，还在俄罗斯其他联邦主体分散分布，此外一批皈依伊斯兰教的奥塞梯人在19世纪迁居到土耳其，一些奥塞梯人还移居到法国、瑞典、叙利亚、美国、加拿大等世界上的其他国家。不包括被俄罗斯占领的南奥塞梯，格鲁吉亚其他地区还有散居的奥塞梯人。

## 族源和歷史
奥塞梯人可能是斯基泰人和萨尔马提亚人的后裔，来源于伊朗人部落奄蔡，因古代曾建立阿兰王国而被称为阿兰人。中世纪时，他们在拜占庭帝国的影响下，皈依基督教。蒙古帝国時，一部分奧塞梯人成为元朝的宿衛軍，他们屬於色目人，當時被稱為阿蘇特。在金帐汗国统治时期，奥塞梯人被迫离开他们原来的家园（今俄罗斯的顿河南部），他们迁移到高加索并越过高加索山脉，在这里，他们形成了三个具有独特风俗的地区：
- 西部的迪戈尔（Digor），受到了相邻的信仰伊斯兰教的卡巴爾達人的影响，俄国内战期间属北高加索山区共和国，后并入苏维埃俄国。
- 南部的图亚格（Tualläg），位于格鲁吉亚中部内卡尔特利区域。1924年成为苏联格鲁吉亚加盟国的南奥塞梯自治州，苏联解体期间开始与格鲁吉亚人爆发冲突。
- 北部的伊隆（Iron），于1767年起为沙皇俄国统治，苏联解体后成为现在的俄罗斯联邦北奥塞梯-阿兰共和国的主体。

19世纪上半叶，高加索驻军司令罗曾男爵给切尔内绍夫伯爵写信说：“只要看一眼地图，就可得出结论，奥塞梯人的土地在很多方面都值得政府的特别关注。我们若要牢固占领奥塞梯，就必须断然沿高加索的山脊将其分为两部分。”而奥塞梯人因为和俄罗斯人同样信奉东正教的缘故，在穆斯林居多的北高加索是少有的亲俄民族。尽管如此，南北奥塞梯并没有成为独立的政治结构。
20世纪初，奥塞梯人的反抗进入了一个新阶段。1917年夏，在北奥塞梯出现了革命民主党——“切尔曼党”。当时，在捷列克河地区工作的谢尔盖·基洛夫（苏联党和国务活动家）对于这个党给予了特别的关注并尽力施加影响。1918年4月，北奥塞梯的捷列克人民代表大会通过决议，承认俄罗斯联邦人民委员会政权，并宣布捷列克区是俄罗斯联邦的一个自治共和国。大会还给列宁发去了贺电，其中写道:“在您的红旗下，在您的劳动战胜资本的象征下，我们，劳动奥塞梯的儿女们渴望实现第三次革命。”也就是在这次大会上，“切尔曼党”宣布与俄共（布）合并。
1919年1月底，溃逃的白军“南俄武装力量”总司令邓尼金控制了捷列克河沿岸地区。转入地下的奥塞梯革命军事委员会率军占领了弗拉季高加索并宣布成立苏维埃政权。此后，它立即给追剿邓尼金的红军将领奥尔忠尼启则和基洛夫发去电报，通知他们已经在弗拉季高加索成立了苏维埃政权。
1920年3月31日，由基洛夫、奥尔忠尼启则和瓦西连科率领的第11集团军的主力部队进入弗拉季高加索。11月17日，斯大林（据称其父有奥塞梯人血统）在北奥塞梯的“捷列克人民代表大会”上宣布北高加索各族人民自治——成立了“山区苏维埃社会主义自治共和国”（按照俄罗斯史书的记载，这个山地共和国事实上是在1921年1月20日才正式成立的），弗拉季高加索成为这个新共和国的首府。由此，苏联在历史上第一次不仅将高加索分为北高加索和南高加索，而且也将奥塞梯分为北奥塞梯和南奥塞梯。
20世纪，格鲁吉亚的奥塞梯人在苏联格鲁吉亚共和国统治下和1990年代的格魯吉亞－奧塞梯衝突中遭受痛苦。

## 信仰及风俗
大多数高加索的奥塞梯人信仰俄罗斯东正教，少数人信仰伊斯兰教（主要是逊尼派，苏菲派也很多）。然而奥塞梯人不完全遵从教条，该地的传统多神论信仰的影响也很大。他们有数十个不同祭祀习俗的民族宗教节日，也有些仅是象征性的和平祭祀，如在仪式上为客人宰杀鸡或羊。